# 김충의
김충의(金忠義, ? ~ 1307년)는 신라 선덕왕(宣德王) 때의 화가이다.
김충의는 기계 제작에 일가견을 가졌고 그림을 잘 그린 화가였으며 아들 김공량 역시 기계 제작 부문에서 소질을 발휘하였다.